# Немировський Володимир Лукич
Немировський Володимир Лукич (нар. 27 липня 1943) — член КПУ (з 1970); Рахункова палата, головний контролер — директор департаменту контролю використання коштів цільових бюджетних та державних позабюджетних фондів (04.1997-06.2004).

## Біографія
Народився 27 липня 1943 в селі Мала Мочулка Теплицького району Вінницької області. Дружина Агафія Анастасівна (1939) — пенс.; має доньок Галину (1965) та Ірину (1974) і синів Олександр (1969) та Євген (1972).
Освіту здобував в Одеському сільсько-господарському інституті за фахом бухгалтер-економіст сільського господарства (1960–1965).
Народний депутат України 2 склик. з 04.1994 (2-й тур) до 04.1998, Болградський виб. окр. N 309, Одес. обл., висун. КПУ. Секр. Ком-ту з питань фінансів і банк. діяльності. Чл. фр. комуністів.
- 1960 — колгоспник, колгосп «40 років Жовтня» с. Мала Мочулка.
- 1965 — гол. бухгалтер, колгосп «1 травня», с. Лиманське Ренійського р-ну Одес. обл.
- 1965–1966 — служба в армії.
- 1967–1971 — гол. бухгалтер, колгосп ім. К.Маркса, с. Василівка Болградського р-ну Одес. обл.
- 1971–1976 — гол., колгосп «Проґрес», с. Владичень Болградського р-ну.
- 1976–1988 — гол. бухгалтер, 1988–1990 — заст. гол., 1990–1994 — гол. бухгалтер, колгосп «Ленінський шлях» (з 1992 — АТ «Деметра»), с. Баннівка Болградського р-ну.
- З 04.1997 — головний контролер, директор департаменту контролю використання коштів Пенсійного фонду, державних цільових, бюджетних і позабюджетних фондів, чл. колеґії, Рахункова палата.

Автор (співавтор) понад 10 законів. Володіє болгарською мовою.
Захоплення: книги, полювання, садівництво, виноградництво.